# New Zealand National Airways Corporation
Die New Zealand National Airways Corporation (NAC) war ab 1947 eine staatlich betriebene Fluggesellschaft in Neuseeland.

## Geschichte
Die New Zealand National Airways Corporation war 1947 durch eine Intervention des Staates entstanden – dabei wurden bestehende Fluggesellschaften (z. B. Air Travel (NZ) & Union Airways of New Zealand) übernommen; das zugrunde liegende Gesetz von 1945 prägte den Flugverkehr für die nächsten 30 Jahre. Im Jahr 1948 transportierte das Unternehmen unter 200.000 Passagiere, 1952 wurde erstmals kein Geld mehr verloren und 1968 transportierte NAC 1.100.000 Passagiere.
Bei der Gründung standen Vorkriegs-Flugzeuge vor allem der Union Airways of N.Z. Ltd sowie Douglas DC-3 und Lockheed Lodestar aus Militärbeständen zur Verfügung. An Vorkriegsflugzeugen wurden De Havilland DH.89 Dragon Rapide, Gipsy Moth und Lockheed Electra übernommen.
1972 kaufte National Airways Corporation die Frachtfluggesellschaft SAFE Air. SAFE Air blieb unter dem neuen Eigentümer weiterhin ein unabhängiges Unternehmen und betrieb neben ihren Frachtflügen auch einen Betrieb zum Flugezugunterhalt.
Im Jahr 1978 kam es zur Zwangsfusion mit der Air New Zealand.

## Flugziele
Die Gesellschaft flog innerhalb Neuseelands. Bei der Betriebsübernahme durch die Air New Zealand wurden per erstem April 1978 Kaitaia, Whangārei, Auckland, Hamilton, Tauranga, Whakatāne, Rotorua, Taupō, Gisborne, Napier, New Plymouth, Wanganui, Palmerston North, Wellington, Blenheim, Nelson, Westport, Hokitika, Christchurch, Oamaru, Timaru, Dunedin und Invercargill bedient.

## Flotte

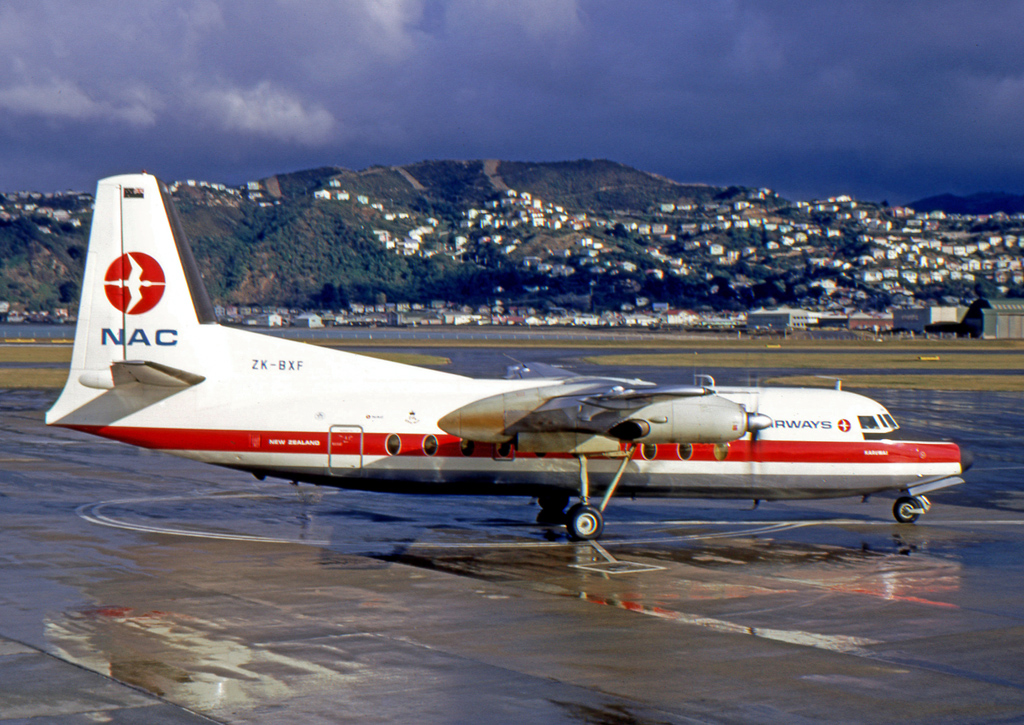
Eine Fokker F27 in den Farben der NAC im Jahr 1971. Das Flugzeug flog noch bis 1991 in den Farben der Air New Zealand.

Bis Dezember 1974 flog bei der Gesellschaft das letzte Flugzeug eines Gründertyps aus dem Jahre 1947, eine Douglas DC-3. Zuletzt waren 12 Stück der DC-3 in den 1960er-Jahren als „Skyliner“ modernisiert worden, wobei sie unter anderem größere Fenster erhielten und vorwiegend für die Bedienung von Graspisten in der Flotte verblieben. Insgesamt betrieb die Gesellschaft 42 Maschinen des Typs DC-3 in einer bis 27 Maschinen umfassenden Typen-Flotte, dies sowohl für Passagiere als auch für reine Frachtflüge. Sechs Flugzeuge wurden als Frachter eingesetzt und trugen zumindest zeitweise den Schriftzug NAC Freightair. Neuzugänge nach der Gründung waren die De Havilland DH.114 Heron (1952–1957) und die Vickers Viscount ab 1958. Von den Vickers Viscount wurden vier Flugzeuge in den Jahren 1958, 1959 (zwei) und 1961 ab Werk beschafft, während ein Flugzeug 1966 von der polnischen LOT gebraucht übernommen wurde. Die Flugzeuge des Typs DC-3 wurden durch Fokker F27 ersetzt und die Viscount ab 1968 durch Boeing 737.

## Zwischenfälle

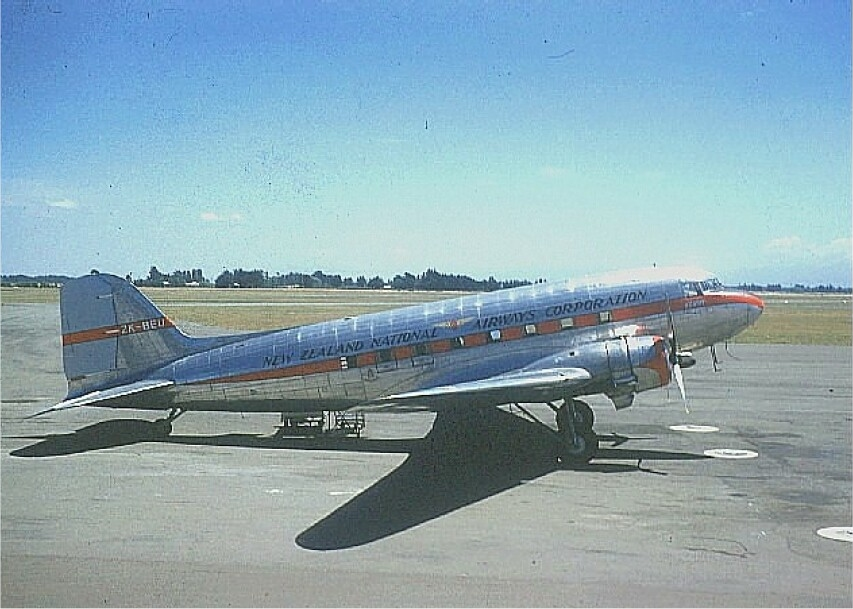
Eine Douglas DC-3 der NAC im Jahr 1961, ähnlich der 1963 verunglückten Maschine

Bei NZNAC kam es bis zur Betriebsübernahme 1978 zu 4 Totalschäden von Flugzeugen. Bei jedem davon kamen Menschen ums Leben, insgesamt 43. Beispiel:
Am 3. Juli 1963 geriet eine Douglas DC-3C der New Zealand National Airways Corporation (ZK-AYZ) in starke Fallwinde und extreme Turbulenzen, wodurch die Maschine in einer Höhe von 2460 Fuß (750 Metern) gegen eine Felswand des Mount Ngatamahinerua in der Kaimai Range (Neuseeland) prallte. Alle 23 Insassen, drei Besatzungsmitglieder und 20 Passagiere, kamen ums Leben. Gemessen an der Anzahl der Todesopfer war dies bislang (Januar 2023) der folgenschwerste Luftfahrtunfall, der sich auf dem neuseeländischen Festland ereignete.